# Le Mesnil-Amey
Le Mesnil-Amey és un municipi francès situat al departament de la Manche i a la regió de Normandia. L'any 2007 tenia 256 habitants.

## Demografia

### Població
El 2007 la població de fet de Le Mesnil-Amey era de 256 persones. Hi havia 102 famílies de les quals 24 eren unipersonals (16 homes vivint sols i 8 dones vivint soles), 35 parelles sense fills i 43 parelles amb fills.
La població ha evolucionat segons el següent gràfic:
Habitants censats

### Habitatges
El 2007 hi havia 115 habitatges, 104 eren l'habitatge principal de la família, 3 eren segones residències i 8 estaven desocupats. 113 eren cases i 3 eren apartaments. Dels 104 habitatges principals, 88 estaven ocupats pels seus propietaris i 17 estaven llogats i ocupats pels llogaters; 3 tenien una cambra, 2 en tenien dues, 11 en tenien tres, 17 en tenien quatre i 72 en tenien cinc o més. 86 habitatges disposaven pel capbaix d'una plaça de pàrquing. A 37 habitatges hi havia un automòbil i a 62 n'hi havia dos o més.

### Piràmide de població
La piràmide de població per edats i sexe el 2009 era:
| Homes | Edats   | Dones |
| ----- | ------- | ----- |
| 0     | 95 o +  | 0     |
| 0     | 90 a 94 | 0     |
| 0     | 85 a 89 | 0     |
| 0     | 80 a 84 | 0     |
| 4     | 75 a 79 | 0     |
| 4     | 70 a 74 | 4     |
| 4     | 65 a 69 | 0     |
| 8     | 60 a 64 | 8     |
| 0     | 55 a 59 | 4     |
| 8     | 50 a 54 | 0     |
| 16    | 45 a 49 | 16    |
| 24    | 40 a 44 | 24    |
| 12    | 35 a 39 | 4     |
| 8     | 30 a 34 | 8     |
| 4     | 25 a 29 | 4     |
| 8     | 20 a 24 | 0     |
| 24    | 15 a 19 | 4     |
| 40    | 10 a 14 | 12    |
| 8     | 5 a 9   | 8     |
| 4     | 0 a 4   | 4     |

## Economia
El 2007 la població en edat de treballar era de 176 persones, 147 eren actives i 29 eren inactives. De les 147 persones actives 141 estaven ocupades (74 homes i 67 dones) i 6 estaven aturades (3 homes i 3 dones). De les 29 persones inactives 13 estaven jubilades, 12 estaven estudiant i 4 estaven classificades com a «altres inactius».

### Ingressos
El 2009 a Le Mesnil-Amey hi havia 105 unitats fiscals que integraven 267,5 persones, la mediana anual d'ingressos fiscals per persona era de 19.073 €.

### Activitats econòmiques
Dels 5 establiments que hi havia el 2007, 2 eren d'empreses de construcció, 2 d'empreses de comerç i reparació d'automòbils i 1 d'una empresa de transport.
L'únic servei als particulars que hi havia el 2009 era un guixaire pintor.
L'any 2000 a Le Mesnil-Amey hi havia 8 explotacions agrícoles.

## Poblacions més properes
El següent diagrama mostra les poblacions més properes.